# Kampanologi

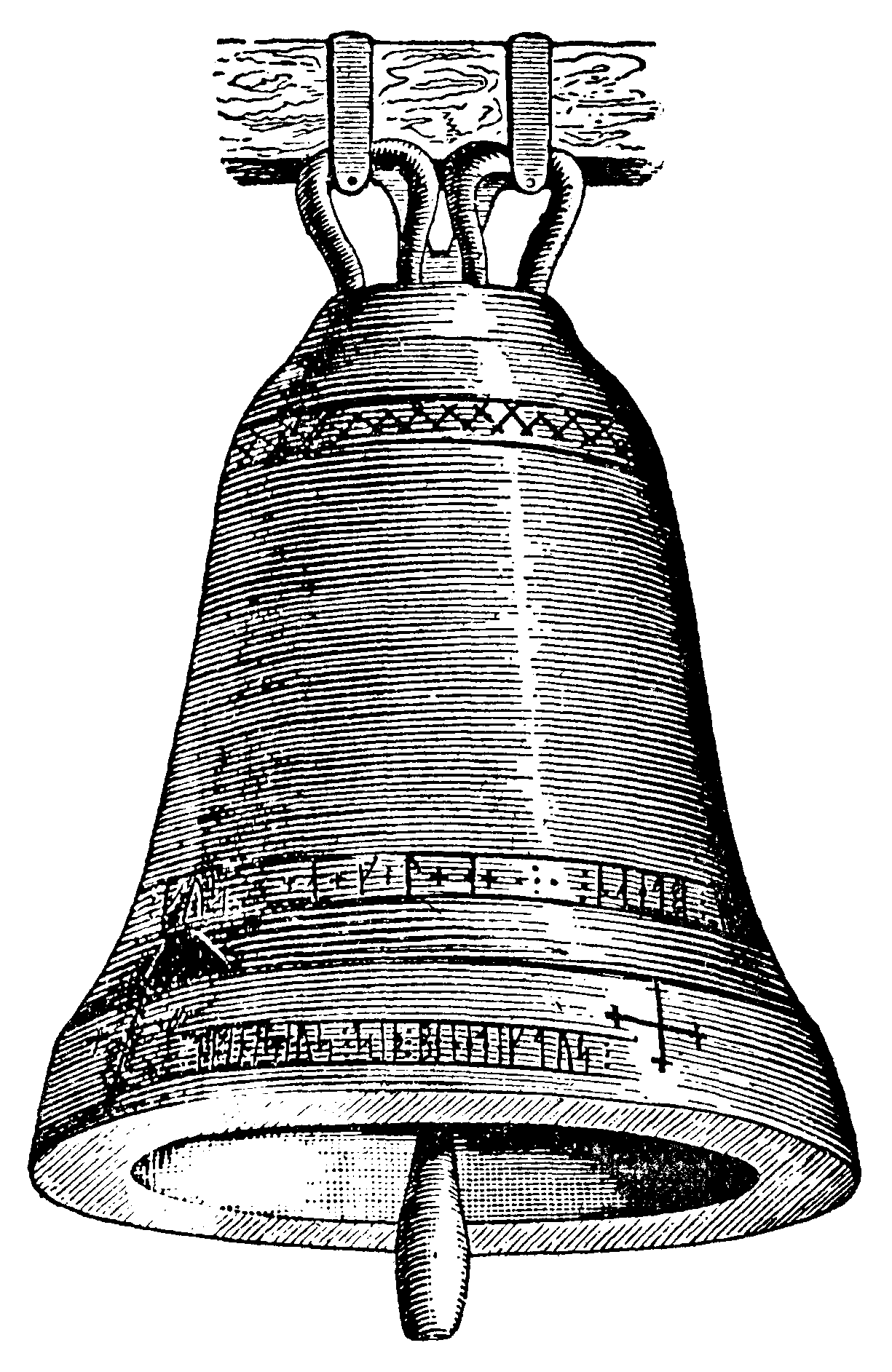
Kyrkklocka. Illustration i Sveriges runinskrifter av Erik Brate (1857–1924).

Kampanologi, från  italienskans campana, "klocka"), läran om klockringning, kyrkklockor (klockor).
Klockor med automatiskt spel, "Clepsydra", var ett slagverk, som förekom redan på 100-talet f.Kr. De äldsta klockspelen i Europa är från 800-talet. I kyrktorn har klockspel funnits sedan 1300-talet. Särskilt i Nederländerna och norra Tyskland var klockspelet utvecklat vad beträffar Europa, och klockspelet i Marline från 1674 är särskilt känt. Takryttaren i Mariakyrkan i Lübeck från 1510 förstördes under ett bombanfall 1942, och var då det äldsta i norra Europa. Även Tyska kyrkan i Stockholm hade ett berömt klockspel, som dock förstördes i branden 1878, och likaledes tre klockspel i Köpenhamn ett par århundraden dessförinnan. Världens största klockspel finns i New York med 74 klockor på 100 ton. Sveriges största klockspel finns i stadshuset i Västerås och har 47 klockor. Klockspelet med flest antal klockor i Sverige finns i Malmö och har 49 klockor. 
Banbrytare inom svensk kampanologisk vetenskap var domkyrkosysslomannen i Uppsala Mats Åmark (1882–1973), som 1924 lade fram sin  doktorsavhandling om Dalarnes kyrkklockor. Han utgav därefter en rad kampanolgiska skrifter, bland annat Kyrkklockor, klockare och klocksägner i Dalarne : en studie över Dalarnes kyrkklockor i historien, kulten och folktron (1928).
En av de mest kända klockspelarna var Jef Denijn (1881–1932) från Nederländerna, som bildade en klockspelsskola, och efter första världskriget fick klockspelskonsten en renässans.
Ett konsertklockspel har klockor som spänner över två oktaver, och ljuder med hjälp av klockans kläpp eller slaghammare. Det räknas till slagverken.